# Pyrgeia huertai
Pyrgeia huertai är en fjärilsart som beskrevs av Köhler 1953. Pyrgeia huertai ingår i släktet Pyrgeia och familjen nattflyn. Inga underarter finns listade.